# 伍德蒙特 (康乃狄克州)
伍德蒙特（英語：Woodmont）是位於美國康乃狄克州新哈芬縣的一個自治市。

## 人口
根據2020年美國人口普查的數據，伍德蒙特的面積為2.58平方千米，當中陸地面積為0.71平方千米，而水域面積為1.86平方千米。當地共有人口1486人，而人口密度為每平方千米575人。